# Adam Cyra
Adam Cyra (ur. 27 marca 1949 w Krakowie) – polski historyk. Starszy kustosz w Państwowym Muzeum Auschwitz-Birkenau w Oświęcimiu. Autor książek i artykułów nt. zagłady Żydów i historii Oświęcimia i okolic w okresie IIWŚ.

## Życiorys
W  roku 1972 ukończył studia historyczne na Uniwersytecie Jagiellońskim. Następnie podjął pracę w Państwowym Muzeum Auschwitz-Birkenau w Oświęcimiu, gdzie obecnie pracuje jako starszy kustosz. W 1996 r. obronił pracę doktorską na Uniwersytecie Śląskim w Katowicach –  „Rotmistrz Witold Pilecki (1901-1948). Życie i działalność na tle epoki”.
Jest autorem kilku książek i około dwustu artykułów, poświęconych historii KL Auschwitz.
Współpracuje aktywnie od ponad dwudziestu lat z Towarzystwem Opieki nad Oświęcimiem, publikując liczne artykuły w biuletynie wydawanym przez to Towarzystwo. Od szesnastu lat współpracuje także z Towarzystwem Miłośników Wołynia i Polesia.
Zorganizował ponad dwadzieścia wystaw krajowych i zagranicznych, poświęconych historii KL Auschwitz. Jest współtwórcą wystawy stałej na terenie Państwowego Muzeum Auschwitz-Birkenau w Oświęcimiu w bloku nr 11, zatytułowanej „Obozowy i przyobozowy Ruch Oporu”.
Przy współpracy z nim lub z jego inicjatywy następujące szkoły otrzymały imię, w których opracował także scenariusze Izby Pamięci Narodowej:
- Zespół Szkół nr 3 w Zabrzu im. rtm Witolda Pileckiego (1996 r.),
- Zespół Szkół Zawodowych i Ogólnokształcących nr 5 im. rtm. Witolda Pileckiego w Katowicach (1997 r.),
- Gimnazjum Gminne im. mjr. Piotra Szewczyka w Rajsku (2000 r.)
- Powiatowy Zespół nr 3 Szkół Technicznych i Ogólnokształcących im. cc por. Stefana Jasieńskiego w Oświęcimiu.

Z jego inicjatywy nastąpiła także w 1991 r. zamiana nazwy Kolonia Lenina w Oświęcimiu na Osiedle rtm. Witolda Pileckiego.
W 2005 r. według jego pomysłu (napisy i dobór nazwisk) powstał na starym cmentarzu w Olkuszu pomnik, upamiętniający mieszkańców Ziemi Olkuskiej (Polaków i Żydów) zamordowanych w hitlerowskich więzieniach, obozach koncentracyjnych i obozach masowej zagłady.
Jednym z jego największych osiągnięć jest upamiętnienie oraz utrwalanie w świadomości zbiorowej Polaków poprzez liczne artykuły i publikacje, które ukazywały się na przestrzeni lat 1989-2009, postaci i dokonań rtm. Witolda Pileckiego, dobrowolnego więźnia KL Auschwitz, twórcy konspiracji wojskowej w tym obozie, uciekiniera z obozu oświęcimskiego, uczestnika Powstania Warszawskiego, więźnia obozów jenieckich w Lamsdorf i Murnau, oficera II Korpusu Polskiego we Włoszech, straconego w okresie terroru stalinowskiego w więzieniu na Mokotowie 25 maja 1948 r.
Od 12 stycznia 2012 roku Adam Cyra prowadzi prywatny blog historyczny, na którym opublikował już niespełna trzysta artykułów, powstałych na przestrzeni ostatnich lat.
Dotychczas za swoją działalność Adam Cyra został uhonorowany Złotym Krzyżem Zasługi (1997), Medalem Pro Memoria (2005), Złotym Medalem Opiekuna Miejsc Pamięci Narodowej (2009), Medalem Miasta Oświęcim (2010) i Medalem Pro Patria (2018).

## Publikacje
- Adam Cyra, Raport Witolda, „Biuletyn Towarzystwa Opieki nad Oświęcimiem” 1991 nr 12.
- Adam Cyra, Sylwetki niektórych żołnierzy AK – członków obozowego i przyobozowego ruchu oporu. Uroczystość odsłonięcia i poświęcenia pamiątkowej tablicy w hołdzie żołnierzom Armii Krajowej i ludziom niosącym pomoc więźniom Oświęcimia, Katowice 1995.
- Adam Cyra, Wiesław J. Wysocki, Rotmistrz Witold Pilecki, Warszawa 1997. ISBN 83-86857-27-7
- Adam Cyra, Ochotnik do Auschwitz. Witold Pilecki (1901-1948), Oświęcim 2000 (zawiera także raport rtm. Witolda Pileckiego z 1945 r.). ISBN 83-912000-3-5, ISBN 83-912000-4-3
- Adam Cyra, Cichociemny z Babic. Major Piotr Szewczyk (1908-1988), Oświęcim 2000, Warszawa 2006, Oświęcim - Tułowice 2016. ISBN 978-83-946244-7-7
- Adam Cyra, Pozostał po nich ślad...życiorysy z cel śmierci, Oświęcim 2006. ISBN 83-60210-20-9
- Adam Cyra, Mieszkańcy ziemi olkuskiej w hitlerowskich więzieniach i obozach koncentracyjnych, Oświęcim – Olkusz 2005. ISBN 83-60210-02-0
- Adam Cyra, Spadochroniarz „Urban”. Ppor. Stefan Jasieński (1914-1945), Oświęcim 2005. ISBN 83-88526-85-5
- Adam Cyra, Upamiętnienie Żydów olkuskich. 65. rocznica likwidacji getta w Olkuszu – czerwiec 2007 r., Oświęcim – Olkusz 2007. ISSN 0860-4258
- Adam Cyra, Podobóz KL Auschwitz Harmęże, Oświęcim 2007. ISBN 978-83- 60367-64-3
- Adam Cyra, Banderowcy w KL Auschwitz, (w:) „Studia nad Faszyzmem i Zbrodniami Hitlerowskimi”, t. XXX, Wrocław 2008.
- Adam Cyra, Żwirownia obok Theatergebäude jako miejsce zbrodni w KL Auschwitz, (w:) „Studia nad Faszyzmem i Zbrodniami Hitlerowskimi”, t. XXXIV, Wrocław 2012.